# Sharada
Sharada (शारदा, Śāradā) é um sistema de escrita abugida da família brahmi desenvolvido por volta do século VIII, da qual se desenvolveu a escrita gurmuki usada no panjabi. Antigamente era muito utilizada na Índia. Mas hoje está restrita ao uso pelo caxemira a assim somente pela comunidade dos pandits caxemires com objetivos de cerimônias religiosas. Śāradā é um outro nome para a deusa do aprendizado, Sarasvati. 
A escrita sharada foi aceita para codificação no padrão Unicode, onde é U+11800;U+118DF. 
É usada para escrever também o Sânscrito. Suas escritas mais próximas são Siddham  e Nāgarī e dela derivaram as escritas Gurmukhī, Takri e Laṇḍā.

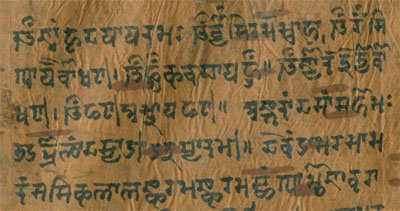

## Alfabeto
| a अ | i इ | u उ | e ए  | o ओ  | ṛ ऋ | ḷ ऌ |
| ā आ | ī ई | ū ऊ | ai ऐ | au औ | ṝ ॠ |     |

| aṃ अं | aḥ अः |

| k क | kh ख | g ग | gh घ | ṅ ङ |
| c च | ch छ | j ज | jh झ | ñ ञ |
| ṭ ट | ṭh ठ | ḍ ड | ḍh ढ | ṇ ण |
| t त | th थ | d द | dh ध | n न |
| p प | ph फ | b ब | bh भ | m म |
| y य | r र  | l ल | v व  |     |
| ś श | ṣ ष  | s स | h ह  |     |

## =Ligações externas
Em Inglês
- ancientscripts.com
- Prevalence of the Śāradā Script in Afghanistan
- Akṣara List of the Manuscript of Abhidharmadīpa , ca. the 11th Century, Collection of Sanskrit Mss. Formerly Preserved in the China Ethnic Library[ligação inativa]